# Сизий Сергій Олександрович
Сергі́й Олекса́ндрович Си́зий (нар. 1 вересня 1995, Харків, Україна) — український футболіст, півзахисник португальського клубу «Віла Реал» (S.C. Vila Real) з однойменного міста, що виступає в четвертому дивізіоні чемпіонату Португалії (Campeonato de Portugal).

## Життєпис

### Команда
Вихованець харківського «Арсеналу». У 2010 році продовжив навчання в харківському УФК № 1 у Сергія Кандаурова. Після завершення навчання уклав договір із «Металістом». Із 2012 року захищав кольори юнацької та молодіжної команд цього клубу.
У Прем'єр-лізі дебютував 1 березня 2015 в гостьовому матчі проти київського «Динамо». У цій грі крім Сизого футболки першої команди харків'ян вперше одягли також кілька товаришів Сергія з молодіжної команди. Такий «груповий дебют» гравців харківської молодіжки став можливим завдяки бойкоту деяких гравців старту весняної частини чемпіонату України через невиконання клубом контрактних зобов'язань перед ними. Також брав участь у спаринґовому матчі «Металіста» з аматорською командою ЕТМ. У грудні 2015 перейшов у португальський «Авеш».
Улітку 2016 року разом із Дмитром Литвином став гравцем португальського клубу «Фафе» з однойменного міста.

### Міжнародна кар'єра
У 2011 році у складі юнацької збірної України під керівництвом Олександра Петракова виступав на Меморіалі Гранаткіна. На турнірі він забив 1 гол, а збірна України стала бронзовим призером.
У березні 2013 року викликався до розташування юнацької збірної для підготовки товариського матчу проти збірної Польщі.